# Anne Sofia Guldager Lauridsen
Anne Sofia Guldager Lauridsen er født den 27. april 2003 i Aarhus, Danmark. Hun er en kvindelig dansk håndboldspiller, der spiller for Skara HF i den svenske dameliga. Anne Sofia har tidligere sejlet optimistjolle, hvor hun var på landsholdet i 2015 og deltog til de nordiske mesterskaber.